# 春花
春花（はるか、1995年3月24日 - ）は、日本のドラッグレーサー、元女優、元ファッションモデル。旧芸名、竹富 聖花（たけとみ せいか）。
愛知県愛西市出身。ロッドモータース所属。

## 略歴

### モデル・女優
中学生の終わり頃、進路を考えている時に、大ファンの堀北真希が当時所属していた芸能事務所のスウィートパワーが新人募集をしていたのを雑誌『オーディション』で見て応募し、以降は竹富聖花（たけとみ せいか）の名義で活動した。当初は、芸能界には興味がなかったという。
2010年3月、スウィートパワーのオーディションに合格し、翌月上京。『Ray』2010年8月号より専属モデルとなる。同年11月、グラビアJAPAN2010グランプリを受賞。
2011年1月、『ヘブンズ・フラワー The Legend of ARCANA』でドラマに初出演。翌月、オフィシャルブログを開設した。
2013年5月号をもってRay専属モデルを卒業する。『non-no』2013年6月号より専属モデルとなる。
2016年1月号をもってnon-no専属モデルを卒業した。
2016年5月、スウィートパワーを退所し、同年11月に芸名を本名の春花（はるか）に変え、ジャパン・ミュージックエンターテインメントに移籍。共同マネージメントはMIYN（ミューン）。女優として活動を再開した。
2018年には、再度雑誌のグラビアに登場している。
2019年5月から12月にかけてNetflixのリアリティ番組『TERRACE HOUSE TOKYO 2019-2020』に女優の奥山春花として出演、同年12月には写真集『DRIVE』を発表した。
2020年には両方の事務所のホームページから名前が削除された。
2021年1月、メディア関係の仕事を引退し、車関係の仕事を始めたことをSNSで発表した。

### 私生活
2020年に結婚。2023年3月7日に第1子男児を出産した。2025年のインスタでは、それまで務めていた会社を前年度末に退社して別の自動車会社に勤めたことを公表した。

## 人物
- 3姉妹の長女。妹は2歳下と4歳下[5]。
- 特技はボクシング・レーシングカート[18]。趣味は、ドライブ・ドラッグレース観戦[1]、ゴルフ[3]。自身もドラッグレースに参加している。
- 愛車はGMのシボレー コルベットで、愛称は「べち子」。19歳の時に購入した[19]。
- 学生時代は女子校に通っており、同級生とは良好な関係であったとの事[6]。スポーツはテニスを経験しており、ボクシングも10代の頃から習っている[20]。出身校はテラスハウスのホームページに、日本女子体育大学附属二階堂高等学校卒業と記載されている[12]。
- 当初は同じ事務所だった沢井美空とは仲が良い[21]。移籍後、沢井の歌のPVに出演しており、互いのインスタにも度々登場している。
- 人見知りはあまりしない性格だと自分で言っている[22]。
- 2017年の3月に、ロードサービスを始めた事をインスタで明かしている[23]。
- 春花は本名である[24]。

## 作品

### 映像作品
- 携帯彼女（2011年4月、ジェネオン・ユニバーサル） - エリカ 役
- 映画：麒麟の翼
- バニラボーイ トゥモロー・イズ・アナザー・デイ（2016年9月） - 三井清美 役
- FULL FACE〜聖なる花〜（2011年8月、リバプール）

### 写真集
- 聖花〜a message from OWL〜（2012年3月22日、集英社、撮影：細野晋司）ISBN 978-4087806403
- DRIVE（2019年12月17日、ワニブックス、撮影：武田真由子）ISBN 978-4847082511

## 出演

### テレビドラマ
- ヘブンズ・フラワー The Legend of ARCANA（2011年1月14日 - 3月4日 / 9月12日 - 13日、TBS） - ラン 役
- 生まれる。（2011年4月22日 - 6月24日、TBS） - 林田美子 役
- となりの悪魔ちゃん〜ミズと溝の口〜（2011年7月16日、フジテレビ） - 主演・ミズ 役
- HUNTER〜その女たち、賞金稼ぎ〜 第7話（2011年11月22日、関西テレビ） - 橋本梨沙 / 井上笑美 役
- 妄想捜査〜桑潟幸一准教授のスタイリッシュな生活（2012年1月22日 - 3月18日、テレビ朝日） - 早田梨花 役
- 悪夢のドライブ（2012年4月28日 - 6月30日、BS朝日） - 猫多桜 役
- 連続テレビ小説（NHK）
  - 梅ちゃん先生 第10話 - 第12話（2012年4月12日 - 14日） - 木下早苗 役
  - エール 第42回 - 第43回（2020年5月26日 - 27日） - 堂林仁美 役
- 黒の女教師（2012年7月20日 - 9月21日、TBS） - 山岸リオ 役
- カウンターのふたり 「ラブレター」（2012年8月4日、TwellV） - 水島颯子 役
- ATARUスペシャル〜ニューヨークからの挑戦状!!〜（2013年1月6日、TBS） - 下川由美 役
- そんなこんなで女は走る（2013年3月17日、東海テレビ） - 木崎愛子 役
- リバース〜警視庁捜査一課チームZ〜（2013年4月5日、日本テレビ） - 相沢瑠奈 役[注 2]
- BAD BOYS J 第4話 - 第6話（2013年4月28日 - 5月12日、日本テレビ） - 小鳥遊葵 役
- 大河ドラマ 八重の桜 第22話 - 第28話（2013年6月2日 - 7月14日、NHK） - 中野優子 役
- 仮面ティーチャー（2013年7月6日 - 9月28日、日本テレビ） - 近藤加奈子 役
- アオイホノオ 第4話（2014年8月9日、テレビ東京） - みゆき 役
- タイムスパイラル（2014年9月16日 - 10月21日、NHK BSプレミアム） - 光田真美 役
- 全力離婚相談（2015年1月6日 - 2月17日、NHK） - 稲垣佳苗 役
- 五つ星ツーリスト〜最高の旅、ご案内します!!〜 第7話（2015年2月19日、読売テレビ） - 阿久津葉月 役
- She（2015年4月18日 - 5月16日、フジテレビ） - 山本沙綾 役
- 妻と飛んだ特攻兵（2015年8月16日、テレビ朝日） - 井上ハナ 役
- 検事の死命（2016年1月17日、テレビ朝日） - 仁藤玲奈 役[25]
- この世にたやすい仕事はない 第7話・第8話（2017年5月18日・25日、NHK BSプレミアム）- 横峯 役
- コードネームミラージュ 第12話・第15話（2017年6月23日・7月15日、テレビ東京） - 願成寺夢歌 役[26]
- GIVER 復讐の贈与者 第4話（2018年8月3日、テレビ東京） - 菅野希 役
- I"s（2018年12月21日 - 2019年4月26日、BSスカパー!） - ナミ 役[27][28]
- 癒されたい男 第4話（2019年5月1日、テレビ東京） - 唐田きた恵 役
- TERRACE HOUSE TOKYO 2019-2020（2019年5月14日- 12月10日、Netflix） - 奥山春花[12]
- パパがも一度恋をした（2020年2月1日 - 3月22日、東海テレビ・フジテレビ系） - 深町サオリ 役

### 配信ドラマ
- ショートムービー「かみつき」 (2015年1月19日）- 主演
- ラブホの上野さん 第12話（2017年2月16日 - 2018年11月30日、FOD）- 朱美 役[注 3]
- 雨の出会い坂 第3話「押してはいけない」（2017年5月11日）- 太田美香 役

### 映画
- とある飛空士への追憶（2011年10月1日） - ファナ・デル・モラル 役（声優）
- ギャルバサラ -戦国時代は圏外です-（2011年11月26日） - 箕輪優 役
- 麒麟の翼 〜劇場版・新参者〜（2012年1月28日） - 青柳遥香 役
- 生贄のジレンマ〈上〉/〈中〉/〈下〉（2013年7月13日 / 7月18日 / 7月19日） - 主演・鈴木理香 役[29][30][31]
- 人狼ゲーム（2013年10月26日） - 井上このみ 役
- あさひるばん（2013年11月29日） - 阪元幸子（高校生） 役
- ゆめのかよいじ（2013年12月14日） - 主演・岡部梨絵 役[注 4]
- 劇場版 仮面ティーチャー（2014年2月22日） - 近藤加奈子 役
- 1/11 じゅういちぶんのいち（2014年4月5日） - 若宮四季 役
- ホットロード（2014年8月16日） - 森下絵里 役[32]
- MARCHING 明日へ（2014年8月23日） - 主演・園井マリ 役
- がじまる食堂の恋（2014年9月20日） - 菅田莉子 役[33]
- 幼獣マメシバ 望郷篇（2014年9月20日） - 椎名小梅 役
- 暗殺教室（2015年3月21日） - 中村莉桜 役[34]
  - 暗殺教室〜卒業編〜（2016年3月25日）
- 脳漿炸裂ガール（2015年7月25日） - 主演・稲沢はな 役[35][36]
- バニラボーイ トゥモロー・イズ・アナザー・デイ（2016年9月3日） - 三井清美 役 [37]
- 空と海のあいだ（2017年5月6日） - 主演・堀江漣子 役[38]
- 三十路女はロマンチックな夢を見るか？（2018年3月31日） - 日野まりあ 役
- いつも月夜に米の飯（2018年9月8日） - 瑞希 役[39]
- 失顔（2020年） - 主演・美空 役

### ドキュメンタリー
- 未解決事件 File.08「JFK暗殺」（2020年4月29日、NHK） - ミドリ 役

### バラエティ
- SMAP×SMAP 「家政婦の三田さん」（2012年1月9日 - 2月13日、関西テレビ、フジテレビ） - 阿須垣唯 役
- 石田純一のサンデーゴルフ （テレビ東京、2019年10月 - 2020年3月）

### PV
- 私たちができる cool choice（2017年）
- blue but white
  - 「miss you」（2017年）
  - 「you never lost me」（2017年）
  - 「miss you (feat. Shohei Domoto)」（2018年）
  - 「GIRL FRIEND」（2018年）
- 上地 雄輔「雑草より」（2017年）

### CM
- パイオニア「PotterNavi」広告キャラクター（2012年2月 - 2014年2月）
- KIRIN
  - 本搾りチューハイ「ぎゅっ、とくる」篇 共/大沢たかお（2015年4月）[1]
- ブラックホライズン -Black Horizon-（2019年）- 主演[40][41]
- BLANCHE（2019年8月 - 2020年）
  - 1DAY AQUATICS UV[42]

### 広告
- EASTBOY 2012年春夏カタログ｢EASTBOY SCHOOL STORY｣モデル

### 雑誌
- Ray（2010年8月号 - 2013年5月号、主婦の友社） - 専属モデル
- non-no（2013年6月号[43] - 2016年1月号、集英社） - 専属モデル

### イベント
- GirlsAward
  - GirlsAward by CROOZ blog 2012 S/S（2012年5月26日、国立代々木競技場第一体育館）
  - GirlsAward 2013 SPRING/SUMMER（2013年3月23日、国立代々木競技場第一体育館）
  - GirlsAward 2014 SPRING/SUMMER（2014年4月19日、国立代々木競技場第一体育館）
  - a-nation & GirlsAward island collection by non-no（2014年8月19日、国立代々木競技場第一体育館前 resort stage）
  - GirlsAward 2015 SPRING/SUMMER（2015年4月29日、国立代々木競技場第一体育館）
- 東京ガールズコレクション
  - TOKYO GIRLS COLLECTION'13 S/S（2013年3月2日、国立代々木競技場第一体育館）
  - TOKYO GIRLS COLLECTION'13 A/W（2013年8月31日、さいたまスーパーアリーナ）
- USJ ブラッド・レジェンド（2018年9月 - 2018年11月、2019年9月7日 - 2019年11月4日）

### 小説表紙
- 通学距離 〜君と僕の部屋〜 青空編（著：みゆ、2014年4月25日、集英社ピンキー文庫） - カバーモデル
- 通学距離 〜君と僕の部屋〜 星空編（著：みゆ、2014年5月23日、集英社ピンキー文庫） - カバーモデル